# Milaan-San Remo 1965
De wielerwedstrijd Milaan-San Remo 1965 werd gereden op vrijdag 19 maart 1965. Het parcours van deze 56e editie was 287 km lang. 

## Deelnemende ploegen
| Deelnemende ploegen | Deelnemende ploegen | Deelnemende ploegen   | Deelnemende ploegen |
| ------------------- | ------------------- | --------------------- | ------------------- |
| Peugeot-BP-Michelin | Salvarani           | Mercier-BP-Hutchinson | Ford France–Gitane  |
| Pelforth-Sauvage    | Ignis               | Flandria–Romeo        | Molteni             |
| Maino               | Margnat-Paloma      | Dr. Mann-Grundig      | Legnano-Pirelli     |
| Filotex             | Ferrys              | Sanson                | KAS-Kaskol          |
| Bianchi             | Solo-Superia        | Cynar-Allegro         |                     |

## Wedstrijdverloop
De wedstrijd eindigde in een sprint met drie renners waarin Arie den Hartog zijn twee Italiaanse medevluchters Vittorio Adorni en Franco Balmamion klopte.
De wedstrijd werd voor de eerste keer gewonnen door een Nederlander.

## Uitslag[2]
| Milaan–San Remo 1965 |                       |                          |          |
| Plaats               | Naam                  | Ploeg                    | Tijd     |
| Winnaar              | Arie den Hartog       | Ford France–Gitane       | 6u53'32" |
| 2                    | Vittorio Adorni       | Salvarani                | z.t.     |
| 3                    | Franco Balmamion      | Sanson                   | z.t.     |
| 4                    | Rolf Wolfshohl        | Mercier–BP–Hutchinson    | + 51"    |
| 5                    | Willy Vannitsen       | Ford France–Gitane       | + 55"    |
| 6                    | Jan Janssen           | Pelforth–Sauvage–Lejeune | z.t.     |
| 7                    | Franco Cribiori       | Ignis                    | z.t.     |
| 8                    | Guido Reybrouck       | Flandria–Romeo           | z.t.     |
| 9                    | Gianni Motta          | Molteni                  | z.t.     |
| 10                   | Flaviano Vicentini    | Ignis                    | z.t.     |
| 11                   | Michele Dancelli      | Molteni                  | z.t.     |
| 12                   | Marino Vigna          | Ignis                    | z.t.     |
| 13                   | Jean Stablinski       | Ford France–Gitane       | z.t.     |
| 14                   | Italo Ziliioli        | Sanson                   | z.t.     |
| 15                   | Marcello Mugnaini     | Maino                    | z.t.     |
| 16                   | Carmine Preziosi      | Pelforth–Sauvage–Lejeune | z.t.     |
| 17                   | Jean Graczyk          | Ford France–Gitane       | z.t.     |
| 18                   | Georges Vanconingsloo | Peugeot-BP-Michelin      | z.t.     |
| 19                   | Hans Junkermann       | Margnat-Paloma           | z.t.     |
| 20                   | José Pérez Francés    | Ferrys                   | z.t.     |